# Benbecula
Benbecula (en gaélique écossais : Beinn na Faoghla) est une île du Royaume-Uni située en Écosse, dans l'archipel des Hébrides extérieures, entre les îles de North Uist et Grimsay au nord et de South Uist au sud.

## Géographie

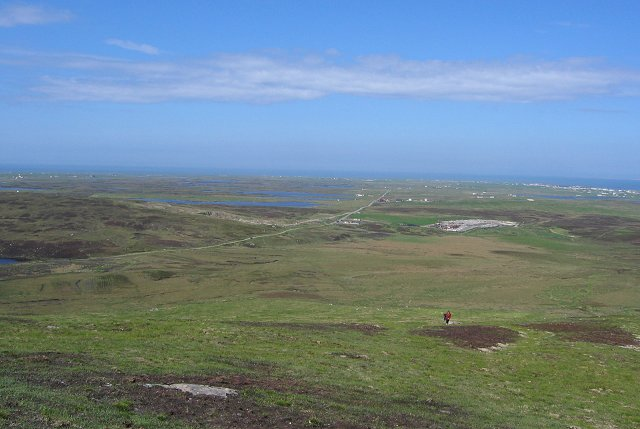
Vue de l'Ouest de Benbecula depuis Ruabhal, Baile a’ Mhanaich est visible en haut à droite.

Benbecula est située dans le centre des Hébrides extérieures, baignée par l'océan Atlantique dont The Little Minch situé à l'est constitue un détroit et la mer des Hébrides au sud-est une mer épicontinentale ; elle est encadrée entre autres petites îles et îlots par les grandes îles de North Uist et Grimsay au nord et South Uist au sud.
Grossièrement de forme arrondie, l'île présente deux types de littoraux : au Nord, à l'Ouest et au Sud, les côtes sont majoritairement sablonneuses et peu découpées au regard de la côte Est qui est extrêmement déchiquetée en de nombreuses péninsules (Rarainis, Ròisinis, Meanais, Rairnis, etc) séparées par des baies, détroits, criques et lochs marins (loch Chill Eireabhaigh, loch Meanarbaigh, loch Uisgebhagh, Bàgh Niabhag, Caolas Fhiodaigh, etc).
Le sommet le plus élevé de Benbecula est la colline de Ruabhal qui culmine à 124 mètres d'altitude dans l'Est de l'île. Hormis une autre colline toute proche, Stiaraval, s'élevant à 54 mètres d'altitude, aucun autre relief notable ne vient perturber la platitude de l'île qui est parsemée de nombreux lochs dont le plus étendu est le loch Olabath dans le Nord de l'île.
La végétation est principalement formée de prés, de landes, de machairs ainsi que quelques petits bois.

## Histoire

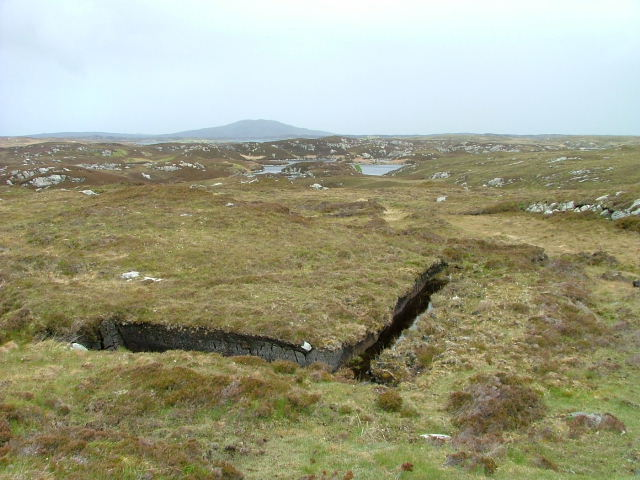
Front de taille d'une tourbière exploitée dans l'Est de Benbecula, Ruabhal est visible au dernier plan.

Comme le reste de l'Écosse et des Hébrides, l'île est vraisemblablement découverte à la Préhistoire comme en témoignent les nombreux duns et cairns répartis sur l'île.
Cette île est le lieu des exploits de Flora MacDonald.

## Démographie
Benbecula est peuplée de 1 219 habitants qui se répartissent dans la moitié Ouest de l'île en un habitat dispersé. Le village le plus grand de l'île est Baile a’ Mhanaich situé dans le Nord-Ouest de Benbecula.  Uachdar est un autre village sur l'île.

## Transport et équipements publics

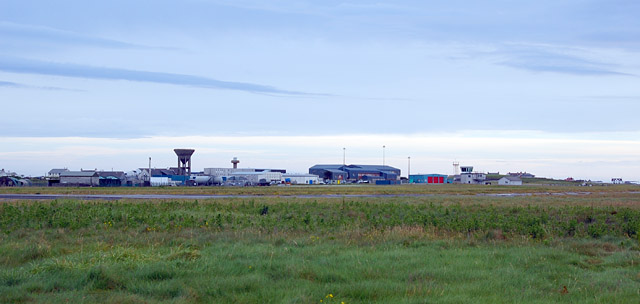
Vue des bâtiments de l'aéroport de Benbecula.

De nombreuses routes et chemins relient les habitations et hameaux entre eux et se trouvent par conséquent principalement dans la moitié Ouest de Benbecula. L'A 865 qui relie North Uist à South Uist traverse l'île du nord au sud en son centre et est connectée à la B 891 qui longe la côte Sud et à la B892 longe toute la côte Ouest.
L'île possède son propre aéroport (code AITA : BEB) situé dans une péninsule dans le Nord de l'île, non loin du village de Baile a’ Mhanaich.
Entre autres équipements publics, on peut citer la présence d'un hôpital à Baile a’ Mhanaich, un musée et une école à Lionacleit ainsi que quelques cabines téléphoniques publiques et hôtels répartis dans l'île.